# Räddningsstation Karlsborg
Räddningsstation Karlsborg var en svenskt sjöräddningsstation i Karlsborg, som inrättades 2004 och lades ned 2019. 
Räddningsstationen låg på Stenbryggan i Karlsborg. De hade 27 frivilliga.
Räddningsstationen inrättades efter det att Försvarets materielverk lagt ned sin sjöräddningsverksamhet i Karlsborg. Karlsborgs största räddningsbåt Wanäs av Eskortenklass hade tidigare varit stationerad på Räddningsstation Visingsö.

## Räddningsfarkoster
- 10-06 Rescue Wanäs, en 10,3 meter lång, täckt räddningsbåt av Eskortenklass, byggd 1988 som Rescue Ellen KLarsson av Westform i Arvika och överflyttad från Räddningsstation Visingsö (Resuce Cambio sedan 2005)
- 3-07 Rescuerunner Anders Lindquist
- Rescue Smulle, en öppen Ivanoff Hovercraft svävare, senare Räddningsstation Hjälmaren
- Miljöräddningssläp, byggt av Marine Alutech

## Tidigare räddningsfarkoster
- Rescue Gustaf Olsson av Eskortenklass, närmast från Räddningsstation Hovås 1998